# Sarah McLawler
Sarah McLawler est une chanteuse, pianiste et organiste de rhythm and blues et de jazz américaine, née à Louisville dans le Kentucky née le 6 août 1926  et morte le 12 septembre 2017.

## Carrière
Sarah McLawler est active dans les clubs de Chicago en 1948, où elle dirige un ensemble entièrement féminin. En 1950, après la fin de son ensemble elle enregistre pour le label indépendant Premium Records, For the Rest of My Life, comme chanteuse. D'autres titres suivent sur King Records à partir de 1951. Certains enregistrements paraissent sur Chess Records qui a racheté des matrices de Premium Records.
Dans les années 1950, elle enregistre pour Brunswick Records et surtout pour Vee-Jay, en compagnie de son mari, le violoniste classique Richard Otto.
Elle continue à se produire comme chanteuse ou pianiste.

## Discographie

### Albums
- We Give You Love (avec Richard Otto), Vee-Jay
- We Give You Swing (avec Richard otto), Vee-Jay

### Compilations
- Sarah McLawler 1950-1953, Classics rhythm and blues series 5111